# Сплюшка індійська
Сплюшка індійська (Otus bakkamoena) — вид совоподібних птахів родини совових (Strigidae). Мешкає на Індійському субконтиненті.

## Опис
Довжина птаха становить 20-22 см, з яких 6,5-8,9 см припадає на хвіст, вага 125-152 г. Розмах крил у самців становить 60,5-61 см, у самиць 66 см. Верхня частина тіла сірувато-коричнева або коричнева, в залежності від морфи, легко поцяткована охристими плямами. Нижня частина тіла охриста, поцяткована темними смужками. Лицевий диск білуватий або охристий, на голові відносно великі пір'яні "вуха", на шиї охристий "комір". Очі карі або жовтувато-карі, дзьоб зеленувато-роговий, знизу світліший, лапи оперені. Голос — приглушений, висхідний крик «ват» або «вак», схожий на кумкання жаби.

## Підвиди
Виділяють чотири підвиди:

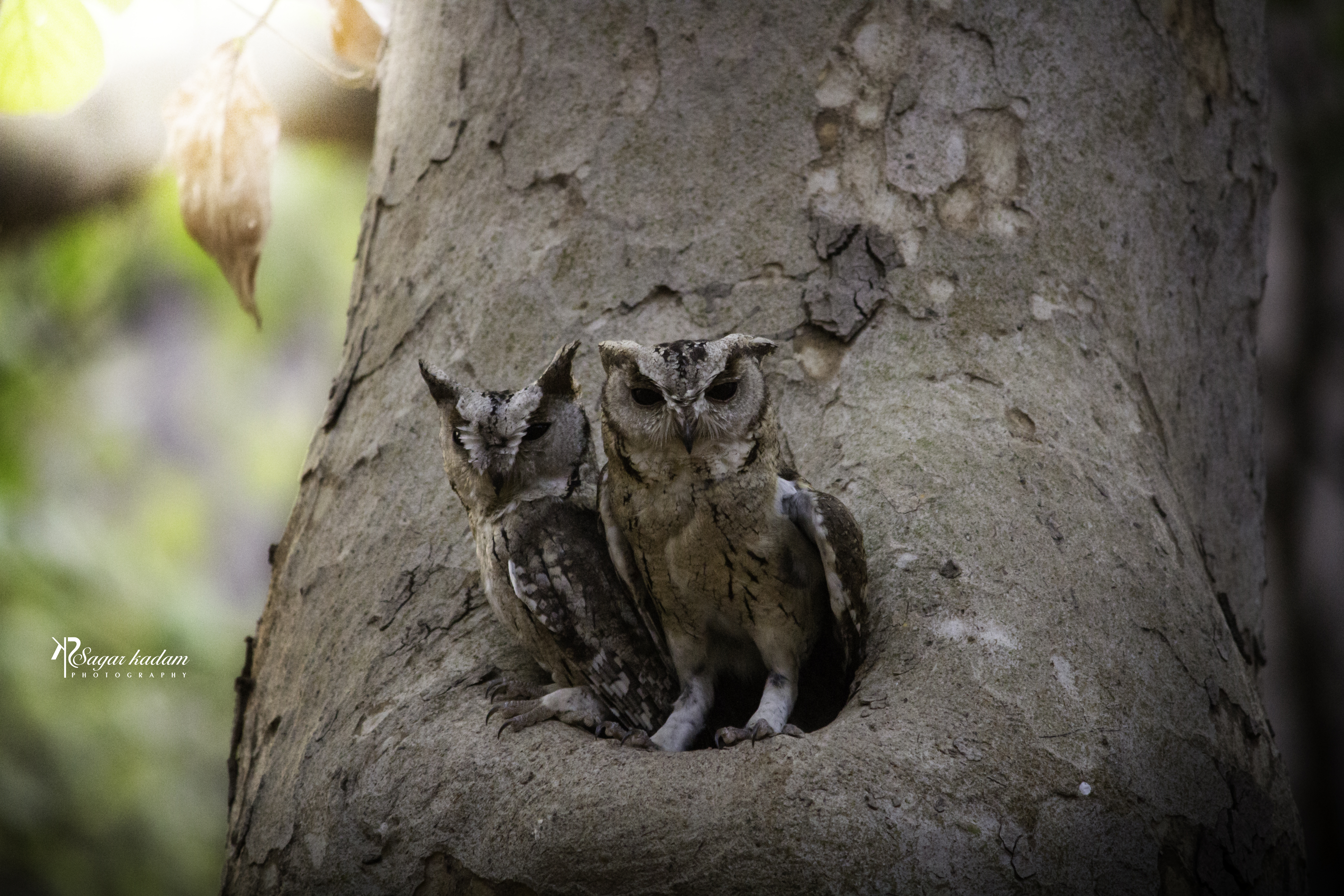
Індійські сплюшки коричневої морфи (Національний парк Рантхамбор (національний парк))

- O. b. deserticolor Ticehurst, 1922 — південний захід Ірану і південь Пакистану;
- O. b. gangeticus Ticehurst, 1922 — від південно-західної Індії до південного Непалу;
- O. b. marathae Ticehurst, 1922 — центральна Індія;
- O. b. bakkamoena Pennant, 1769 — південна Індія і острів Шрі-Ланка.

## Поширення і екологія
Індійські сплюшки мешкають в Пакистані, Ірані, Індії, Непалі і на Шрі-Ланці. Вони живуть в сухих і вологих тропічних лісах, рідколіссях і лісових масивах, в посушливих місцевостях, на плантаціях, в парках і садах. Зустрічаються на висоті до 2400 м над рівнем моря. Ведуть нічний спосіб життя, день проводять, сховавшись в густих кронах дерев. Живляться жуками, кониками та іншими комахами, а також іншими безхребетними і дрібними хребетними, зокрема ящірками, гризунами і дрібними птахами. Сезон розмноження триває з грудня по травень з піком у березні-квітні, на півдні ареалу переважно під час сезону дощів. Гніздяться в дуплах дерев, на висоті від 2 до 7 м над землею. В кладці від 3 до 5 яєць розміром 31×27 мм, інкубаційний період триває 25-27 днів.